# 城巴S52線
城巴S52線是香港一條來往逸東邨及赤鱲角飛機維修區的巴士路線，途經東涌站，是唯一非以循環運作的機場穿梭路線。本路線另有輔助線S52P，祇於平日早上來往逸東邨至亞洲空運中心；S52A來往裕雅苑及飛機維修區。
雖然本線及S52P班次疏落，但自2008年6月8日起，新大嶼山巴士38線及龍運巴士S64線加價(其中新大嶼山巴士38線更於2021年4月4日再次加價)，而本線及S52P因屬城巴機場及北大嶼山路線而沒有加價，故此開始吸引部分「一定要搭平車」的逸東邨居民、來往超級一號貨站及國泰城上班的人乘搭，並成功搶走一些原本乘搭38及S64的乘客。

## 歷史
- 1998年6月22日：本線隨赤鱲角機場後勤區啟用而投入服務，最初來往東涌地鐵站及飛機維修區，途經國泰城及超級一號貨站。
- 1999年6月20日：本線改經駿裕路而不經國泰城，取代S51的服務，並與S55提供八達通轉車優惠，以取代S54，同日起新增輔助線S52P，初期只在平日上下午繁忙時間行走。
- 2001年4月2日：因S55客量稀少，由E21八達通雙向分段收費取代轉乘服務。
- 2001年4月23日：本線及S52P延長至逸東邨，輔助嶼巴38線的龐大客量。
- 2003年：S52P在「沙士」期間曾暫停服務，在疫情受控後恢復服務，改為只於平日早上繁忙時間行走。
- 2007年6月25日：S52P改經赤鱲角南路回程及不經東涌地鐵站。
- 2008年7月7日：為了與龍運巴士競爭，本路線恢復途經國泰城，不經駿裕路。
- 2012年7月3日：落實《2012-2013年度離島區巴士路線發展計劃》的建議，S52P往亞洲空運中心方向改經駿明路及駿運路，不經駿裕路及駿運南路；往逸東邨方向改經駿運路及觀景路，不經過路灣辦事處的一段赤鱲角南路，但仍不經東涌港鐵站[4]。
- 2017年12月15日：增設實時抵站時間查詢服務。[5]
- 2018年7月23日：開辦S52A線來往東涌北及飛機維修區。
- 2019年8月12日：S52A線東涌北開出之尾班車由07:20提早至07:15。
- 2023年7月30日：S52A線東涌北總站遷往裕雅苑；由東涌開出之班次提早五分鐘開出。[6]

## 服務時間及班次
| 逸東邨開 | 逸東邨開     | 逸東邨開     | 飛機維修區開 | 飛機維修區開 | 飛機維修區開 |
| 日期     | 服務時間     | 班次（分鐘） | 日期         | 服務時間     | 班次（分鐘） |
| -------- | ------------ | ------------ | ------------ | ------------ | ------------ |
| 每日     | 05:28-14:08  | 20           | 每日         | 05:52-14:32  | 20           |
| 每日     | 14:08-15:02  | 18           | 每日         | 14:32-15:26  | 18           |
| 每日     | 15:02-22:42  | 20           | 每日         | 15:26-23:06  | 20           |
| 每日     | 23:05、23:28 | 23:05、23:28 | 每日         | 23:29、23:52 | 23:29、23:52 |

S52A
- 裕雅苑開：
  - 06:15、07:10
- 飛機維修區開：
  - 17:05

S52P
- 逸東邨開：
  - 星期一至六：07:18、07:38、07:58、08:18、08:38、08:58

星期日及公眾假期不設服務

## 收費
| 路線 | 全程收費 | 分段收費                                             |
| ---- | -------- | ---------------------------------------------------- |
| S52  | $4.2     | - 亞洲空運中心往逸東邨：$3.1                         |
| S52A | $5.3     | - 亞洲空運中心往裕雅苑／東涌消防局往飛機維修區：$4.2 |
| S52P | $3.1     | - 不設分段收費                                       |

| - 本線設有12歲以下小童及65歲或以上長者半價優惠。 - 65歲或以上香港居民使用「樂悠咭」，以及12歲以下合資格殘疾兒童使用「殘疾人士身份」個人八達通繳付車資，均可享有每程$2.0或半價（以較低者為準）的票價優惠；12至64歲合資格殘疾人士使用「殘疾人士身份」個人八達通（包括「樂悠咭」），以及60至64歲香港居民使用「樂悠咭」繳付車資，均可享有每程$2.0或全費（以較低者為準）的票價優惠。 - 65歲或以上長者如使用長者或一般個人八達通繳付車資，則只可享有半價優惠；12至64歲合資格殘疾人士如不使用「殘疾人士身份」個人八達通，以及60至64歲人士如不使用「樂悠咭」繳付車資，必須繳付全費。 - 乘客可以現金或八達通於上車時付款，不設找續。 - 每位成人乘客可免費攜帶最多兩名4歲以下而不佔座位的兒童乘客乘車，超額之4歲以下小童必須繳付小童車費乘車。 - 九龍巴士、城巴及龍運巴士全職員工及家屬（不包括外判職員）可免費乘搭本路線，惟必須拍職員或職員家屬八達通。 - 乘客亦可使用AlipayHK「易乘碼」、支付寶、 WeChatHK／微信支付「搭車碼」、銀聯雲閃付「乘車碼」及BOC Pay「乘車碼」、具有感應式支付功能的VISA、Mastercard及銀聯卡，以及Apple Pay、Google Pay及Samsung Pay流動支付平台繳付車資。使用此支付方式的乘客可享有中途下車之分段收費，以及與其他城巴獨營路線或聯營線城巴班次之轉乘優惠，惟不適用於與非城巴路線之轉乘優惠。使用此支付方式的乘客亦不能享有「公共交通費用補貼計劃」及「長者及合資格殘疾人士公共交通票價優惠計劃」。 - 此路線接受以AlipayHK「易乘碼」及銀聯雲閃付「乘車碼」繳付車資。使用此等付款方式將只可享有其他同樣接受此付款方式的新巴／城巴路線或聯營路線之新巴／城巴班次的轉乘優惠，亦不能受惠於劃一$2票價優惠及公共交通費用補貼計劃。 |

### 八達通轉乘優惠
乘客登上本線後指定時間內以同一張八達通卡轉乘以下路線，或從以下路線登車後指定時間內以同一張八達通卡轉乘本線，次程可獲車資折扣優惠：
S52/S52A/S52P←→城巴及龍運巴士E線
- S52/S52A/S52P往飛機維修區／亞洲空運中心 → E21往機場博覽館，次程車資全免
- S52/S52A/S52P往飛機維修區／亞洲空運中心 → E11、E21、E22、E22A或E23往市區，次程可獲$1折扣優惠
- S52/S52A/S52P往逸東邨／裕雅苑 → E21往機場博覽館，次程可獲$1折扣優惠
- S52/S52A/S52P往逸東邨／裕雅苑 → E11、E21、E22、E22A或E23往市區，次程可獲$0.5折扣優惠
- S52/S52A往逸東邨／裕雅苑 → 龍運巴士E32、E33/E33P、E36/E36P/E36S、E37、E41或E42往新界，次程可獲$0.5折扣優惠

S52/S52A/S52P←→S56
- S52/S52A/S52P往逸東邨／裕雅苑 → S56往東涌站，於駿坪路之前登上路線S52的乘客，次程車資全免
- S52/S52A/S52P往逸東邨／裕雅苑 → S56往東涌站，於駿坪路或之後登上路線S52的乘客，次程可獲$2.5折扣優惠

S52/S52A/S52P往逸東邨／裕雅苑 → E21A往愛民或龍運巴士E31線往荃灣，次程可獲$0.5折扣優惠

## 行車路線
S52
逸東邨開經：逸東街、松仁路、裕東路、順東路、達東路、東涌站巴士總站、達東路、順東路、赤鱲角南路、觀景路、駿明路、觀景路、駿運路交匯處、駿運路、駿坪路及南環路。
飛機維修區開經：南環路、駿坪路、駿運路、駿運路交匯處、觀景路、赤鱲角南路、順東路、達東路、東涌站巴士總站、達東路、順東路、裕東路、松仁路及逸東街。
S52A
裕雅苑開經：怡東路、東涌海濱路、惠東路、文東路、迎東路、迎禧路、怡東路、東涌東交匯處、裕東路、順東路、達東路、東涌站巴士總站、達東路、順東路、赤鱲角南路、觀景路、駿明路、觀景路、駿運路交匯處、駿運路、駿坪路及南環路。
飛機維修區開經：南環路、駿坪路、駿運路、駿運路交匯處、觀景路、赤鱲角南路、順東路、達東路、東涌站巴士總站、達東路、順東路、裕東路、東涌東交匯處、怡東路、東涌海濱路、惠東路、文東路、迎東路、迎禧路及怡東路。
S52P
經：逸東街、松仁路、裕東路、順東路、達東路、東涌站巴士總站、達東路、順東路、赤鱲角南路、觀景路、駿明路、觀景路、駿運路交匯處、駿運路、駿坪路、駿運路、駿運路交匯處、觀景路、赤鱲角南路、順東路、裕東路、松仁路、逸東街。

### 沿線車站

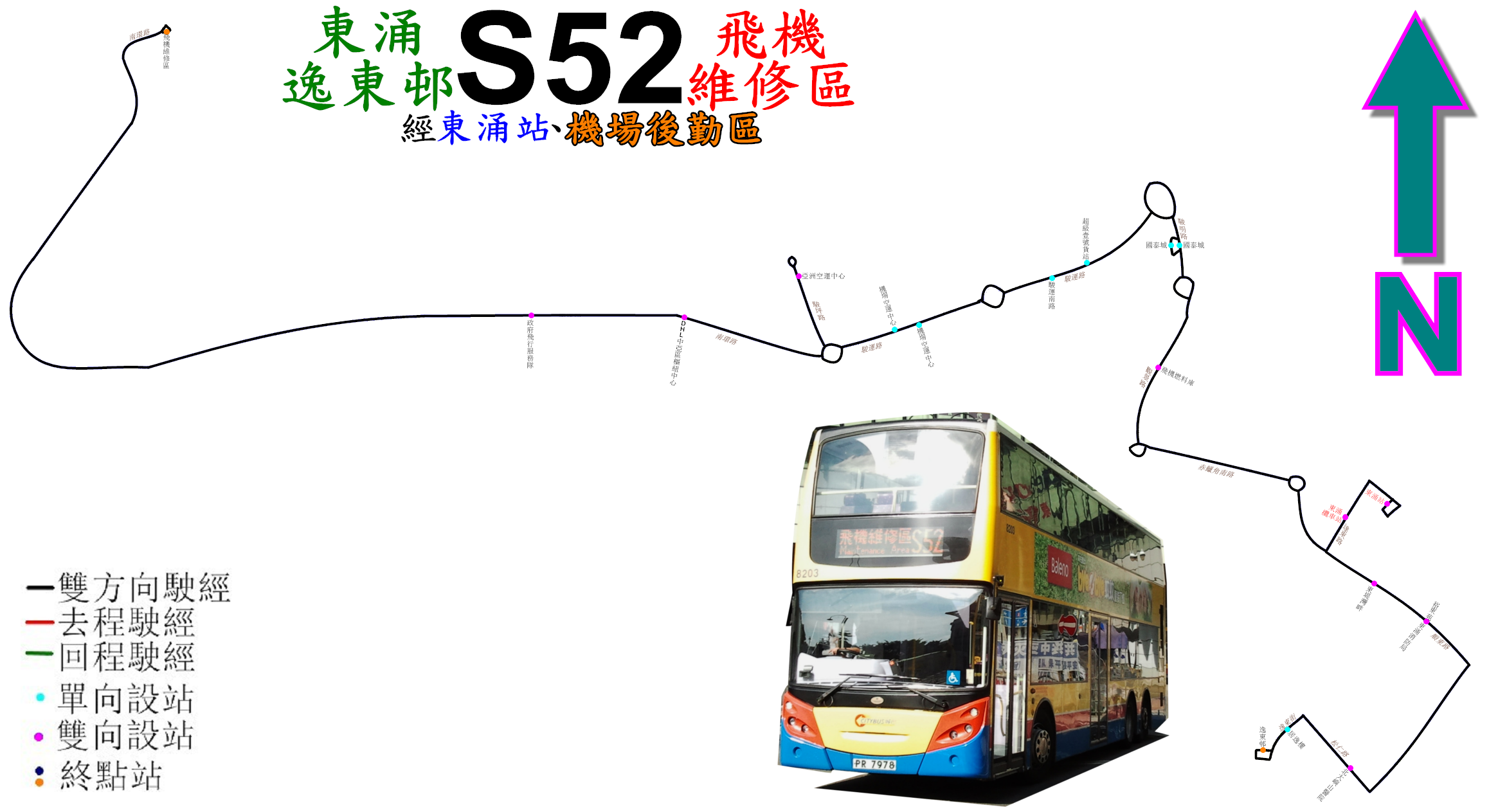
S52線常規班次的走線圖

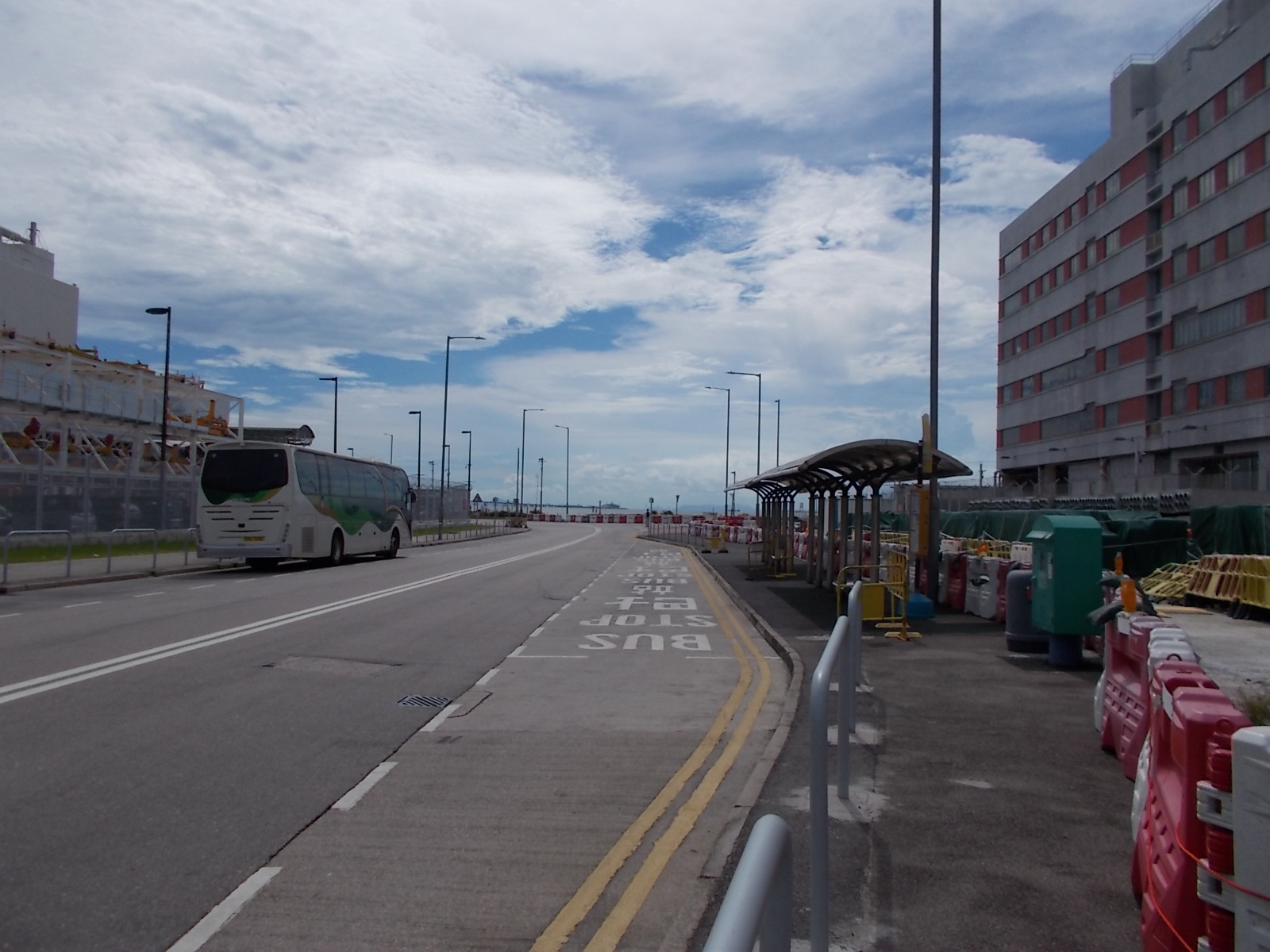
飛機維修區巴士總站

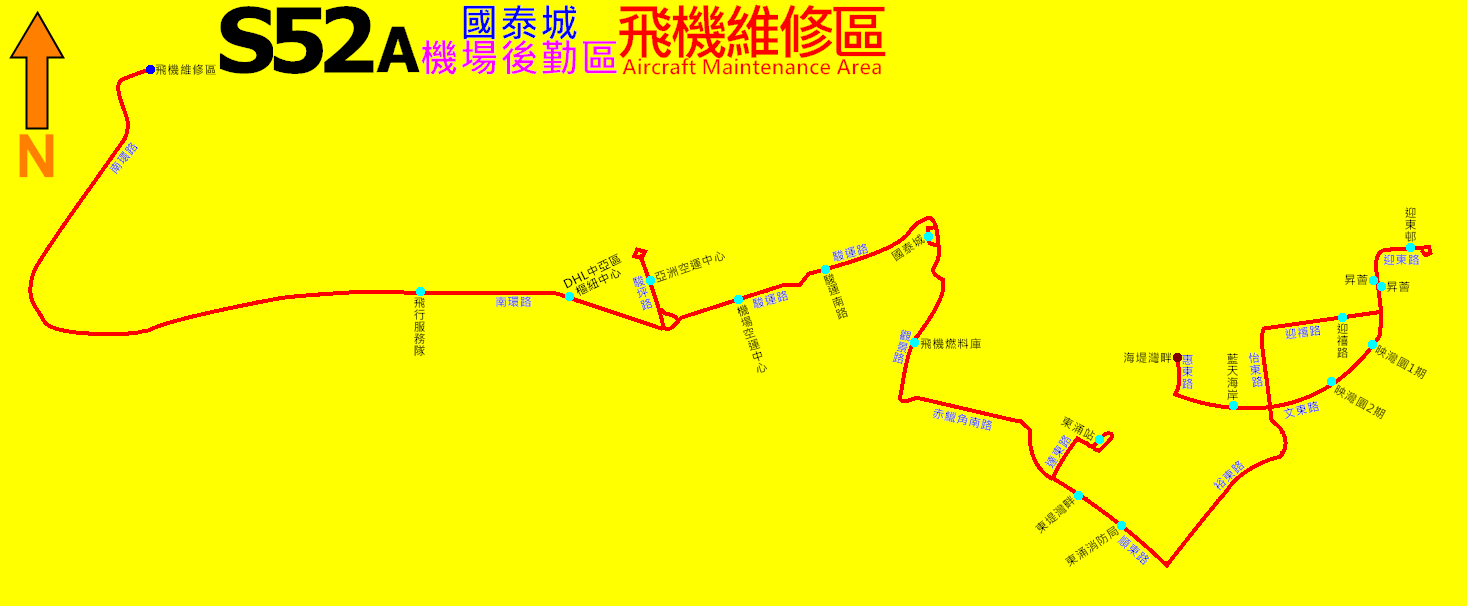
S52A線早上班次的走線圖

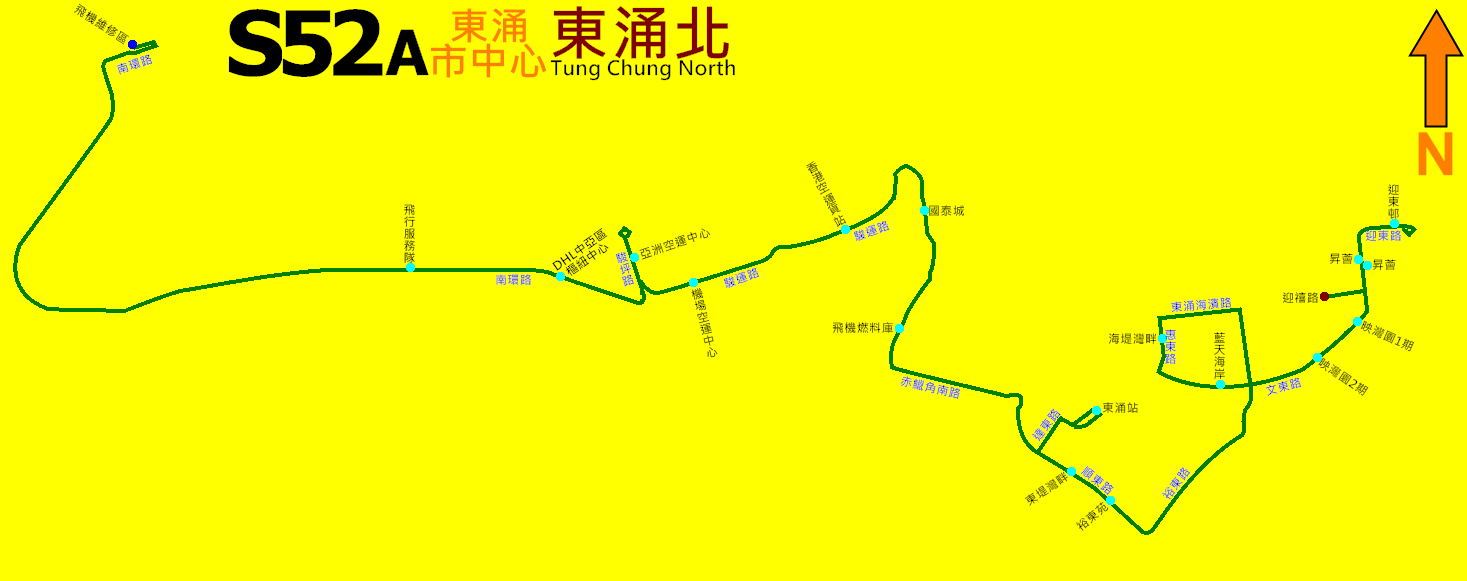
S52A線下午班次的走線圖

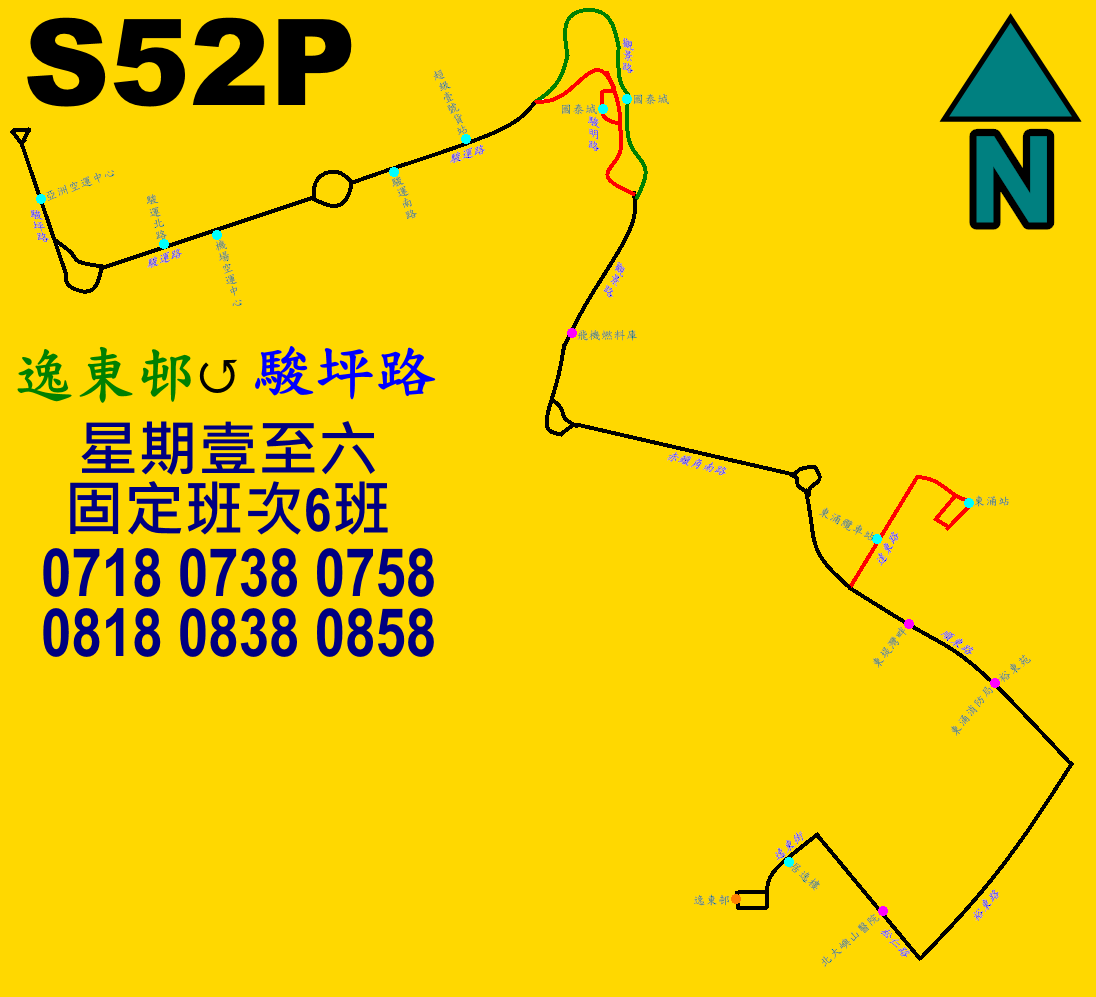
S52P線的走線圖

S52
| 逸東邨開 | 逸東邨開          | 逸東邨開       | 飛機維修區開 | 飛機維修區開      | 飛機維修區開   |
| 序號     | 車站名稱          | 位置           | 序號         | 車站名稱          | 位置           |
| -------- | ----------------- | -------------- | ------------ | ----------------- | -------------- |
| 1        | 逸東邨            | 逸東邨巴士總站 | 1            | 飛機維修區        | 南環路         |
| 2        | 北大嶼山醫院      | 松仁路         | 2            | 政府飛行服務隊    | 南環路         |
| 3        | 東涌消防局        | 順東路         | 3            | DHL中亞區樞紐中心 | 南環路         |
| 4        | 東堤灣畔          | 順東路         | 4            | 亞洲空運中心      | 駿坪路         |
| 5        | 東涌站            | 東涌站巴士總站 | 5            | 機場空運中心      | 駿運路         |
| 6        | 飛機燃料庫        | 觀景路         | 6            | 香港空運貨站      | 駿運路         |
| 7        | 國泰城            | 駿明路         | 7            | 國泰城            | 觀景路         |
| 8        | 駿運南路          | 駿運路         | 8            | 飛機燃料庫        | 觀景路         |
| 9        | 機場空運中心      | 駿運路         | 9            | 東涌站            | 東涌站巴士總站 |
| 10       | 亞洲空運中心      | 駿坪路         | 10           | 東堤灣畔          | 順東路         |
| 11       | DHL中亞區樞紐中心 | 南環路         | 11           | 裕東苑            | 順東路         |
| 12       | 政府飛行服務隊    | 南環路         | 12           | 北大嶼山醫院      | 松仁路         |
| 13       | 飛機維修區        | 南環路         | 13           | 逸東邨居逸樓      | 逸東街         |
|          |                   |                | 14           | 逸東邨            | 逸東邨巴士總站 |

S52A
| 裕雅苑開 | 裕雅苑開          | 裕雅苑開       | 飛機維修區開 | 飛機維修區開      | 飛機維修區開   |
| 序號     | 車站名稱          | 位置           | 序號         | 車站名稱          | 位置           |
| -------- | ----------------- | -------------- | ------------ | ----------------- | -------------- |
| 1        | 裕雅苑            | 怡東路         | 1            | 飛機維修區        | 南環路         |
| 2        | 裕雅商場          | 怡東路         | 2            | 政府飛行服務隊    | 南環路         |
| 3        | 海堤灣畔          | 惠東路         | 3            | DHL中亞區樞紐中心 | 南環路         |
| 4        | 藍天海岸          | 文東路         | 4            | 亞洲空運中心      | 駿坪路         |
| 5        | 映灣園二期        | 文東路         | 5            | 機場空運中心      | 駿運路         |
| 6        | 映灣園一期        | 文東路         | 6            | 香港空運貨站      | 駿運路         |
| 7        | 昇薈              | 迎東路         | 7            | 國泰城            | 觀景路         |
| 8        | 迎東邨            | 迎東邨巴士總站 | 8            | 飛機燃料庫        | 觀景路         |
| 9        | 昇薈              | 迎東路         | 9            | 東涌站            | 東涌站巴士總站 |
| 10       | 迎禧路            | 迎禧路         | 10           | 東堤灣畔          | 順東路         |
| 11       | 東涌消防局        | 順東路         | 11           | 裕東苑            | 順東路         |
| 12       | 東堤灣畔          | 順東路         | 12           | 海堤灣畔          | 惠東路         |
| 13       | 東涌站            | 東涌站巴士總站 | 13           | 藍天海岸          | 文東路         |
| 14       | 飛機燃料庫        | 觀景路         | 14           | 映灣園二期        | 文東路         |
| 15       | 國泰城            | 駿明路         | 15           | 映灣園一期        | 文東路         |
| 16       | 駿運南路          | 駿運路         | 16           | 昇薈              | 迎東路         |
| 17       | 機場空運中心      | 駿運路         | 17           | 迎東邨            | 迎東邨巴士總站 |
| 18       | 亞洲空運中心      | 駿坪路         | 18           | 昇薈              | 迎東路         |
| 19       | DHL中亞區樞紐中心 | 南環路         | 19           | 迎禧路            | 迎禧路         |
| 18       | 政府飛行服務隊    | 南環路         | 18           | 裕雅苑            | 怡東路         |
| 19       | 飛機維修區        | 南環路         | 19           | 裕雅商場          | 怡東路         |

S52P
| 逸東邨開 | 逸東邨開     | 逸東邨開       |
| 序號     | 車站名稱     | 位置           |
| -------- | ------------ | -------------- |
| 1        | 逸東邨       | 逸東邨巴士總站 |
| 2        | 北大嶼山醫院 | 松仁路         |
| 3        | 東涌消防局   | 順東路         |
| 4        | 東堤灣畔     | 順東路         |
| 5        | 東涌站       | 東涌站巴士總站 |
| 6        | 飛機燃料庫   | 觀景路         |
| 7        | 國泰城       | 駿明路         |
| 8        | 駿運南路     | 駿運路         |
| 9        | 機場空運中心 | 駿運路         |
| 10       | 亞洲空運中心 | 駿坪路         |
| 11       | 機場空運中心 | 駿運路         |
| 12       | 香港空運貨站 | 駿運路         |
| 13       | 國泰城       | 觀景路         |
| 14       | 飛機燃料庫   | 觀景路         |
| 15       | 東堤灣畔     | 順東路         |
| 16       | 裕東苑       | 順東路         |
| 17       | 北大嶼山醫院 | 松仁路         |
| 18       | 逸東邨居逸樓 | 逸東街         |
| 19       | 逸東邨       | 逸東邨巴士總站 |

## 外部連結
- 城巴S52線官方網站路線資料 （页面存档备份，存于）
- 城巴S52A線官方網站路線資料[]